# Golden Hind
O Golden Hind (ou Golden Hinde) (pronuncia-se / haɪnd /) foi um galeão Inglês (uma Fragata) mais conhecido pela sua circum-navegação do globo entre 1577 e 1580, capitaneada por Sir Francis Drake. O navio era originalmente conhecido como O Pelicano, mas foi renomeado pelo Drake no meio da viagem, em 1578, quando se preparava para entrar no estreito de Magalhães, chamando-o Golden Hind para cumprimentar o seu patrono, Sir Christopher Hatton, em cujo armorial a crista era de ouro (hind é o termo heráldico de uma fêmea de cervo). Hatton foi um dos principais patrocinadores da viagem de Drake.

## Galeria

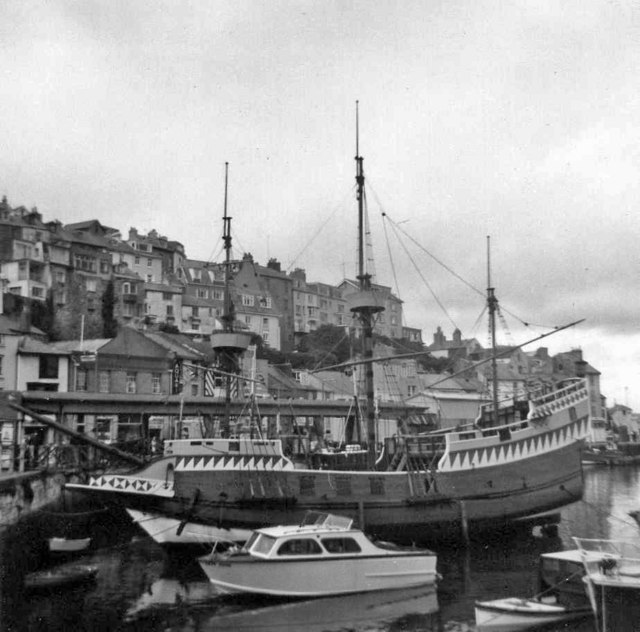
Primeira réplica em Brixham, 1968.
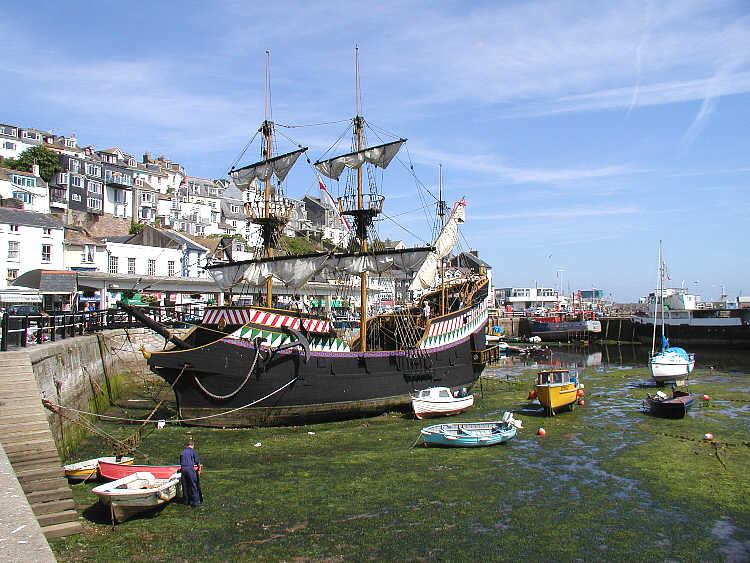
Segunda réplica em Brixham.
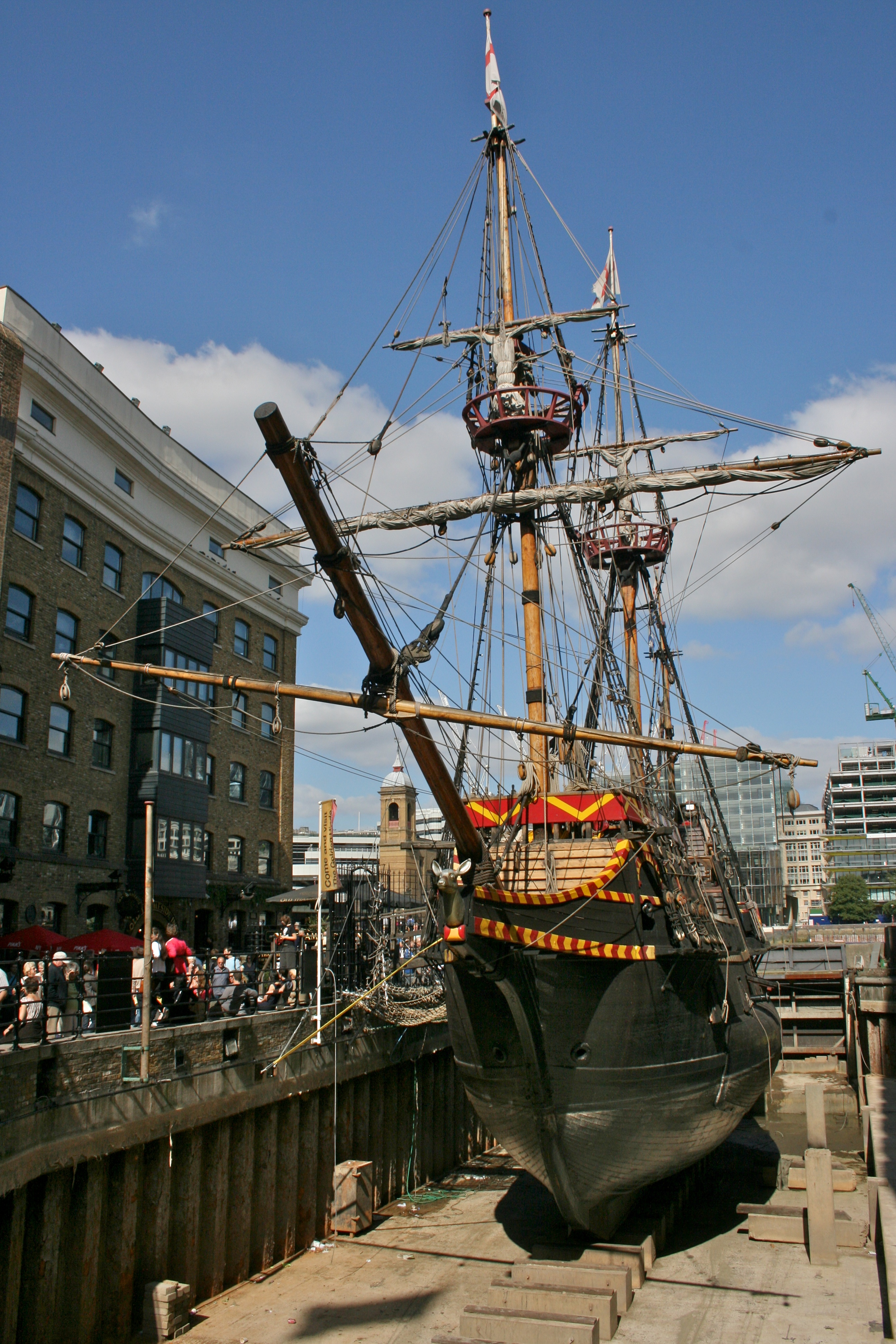
Réplica sendo lançada no oceano em uma doca pequena no Rio Tamisa.
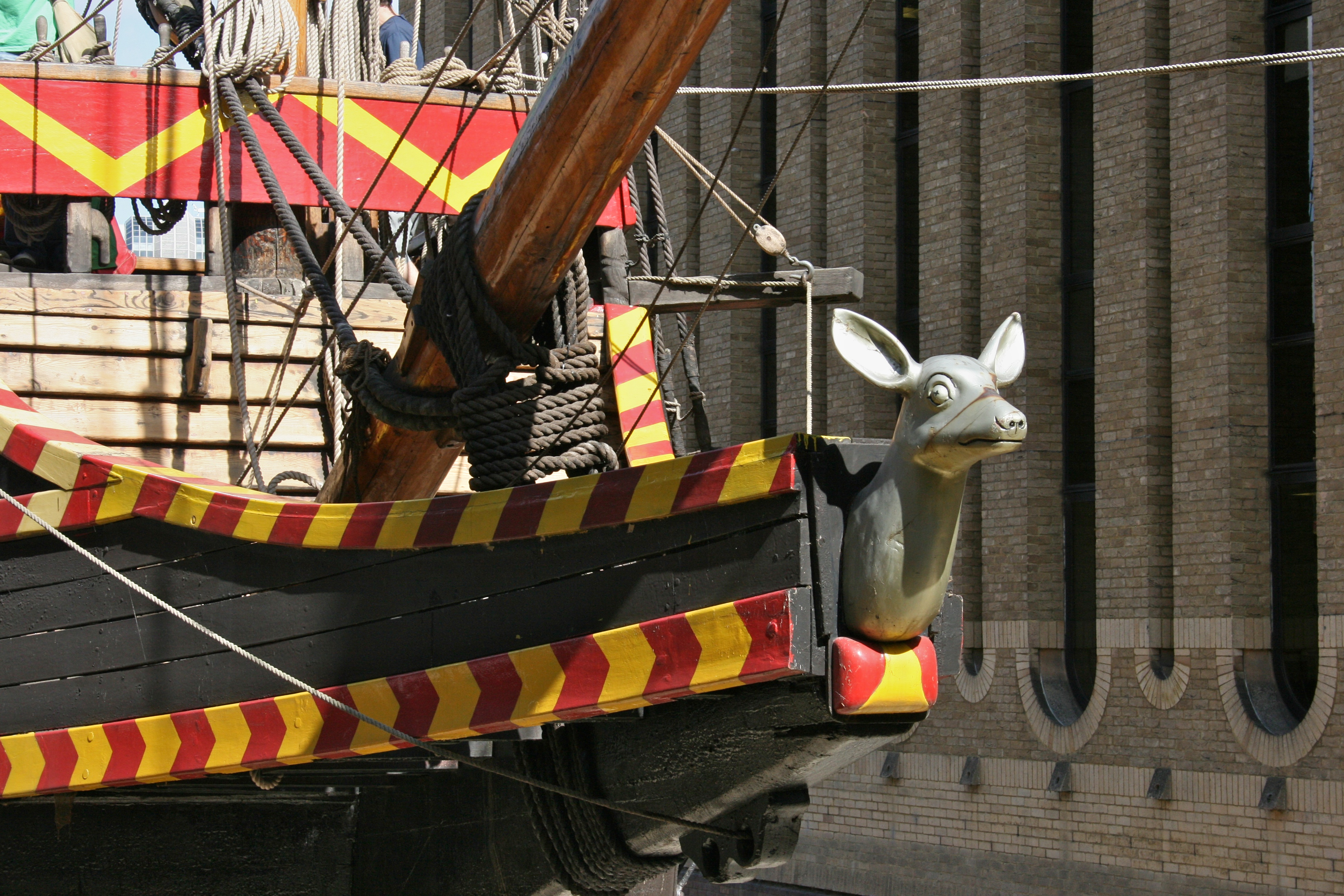
Figura de proa da réplica em Londres.
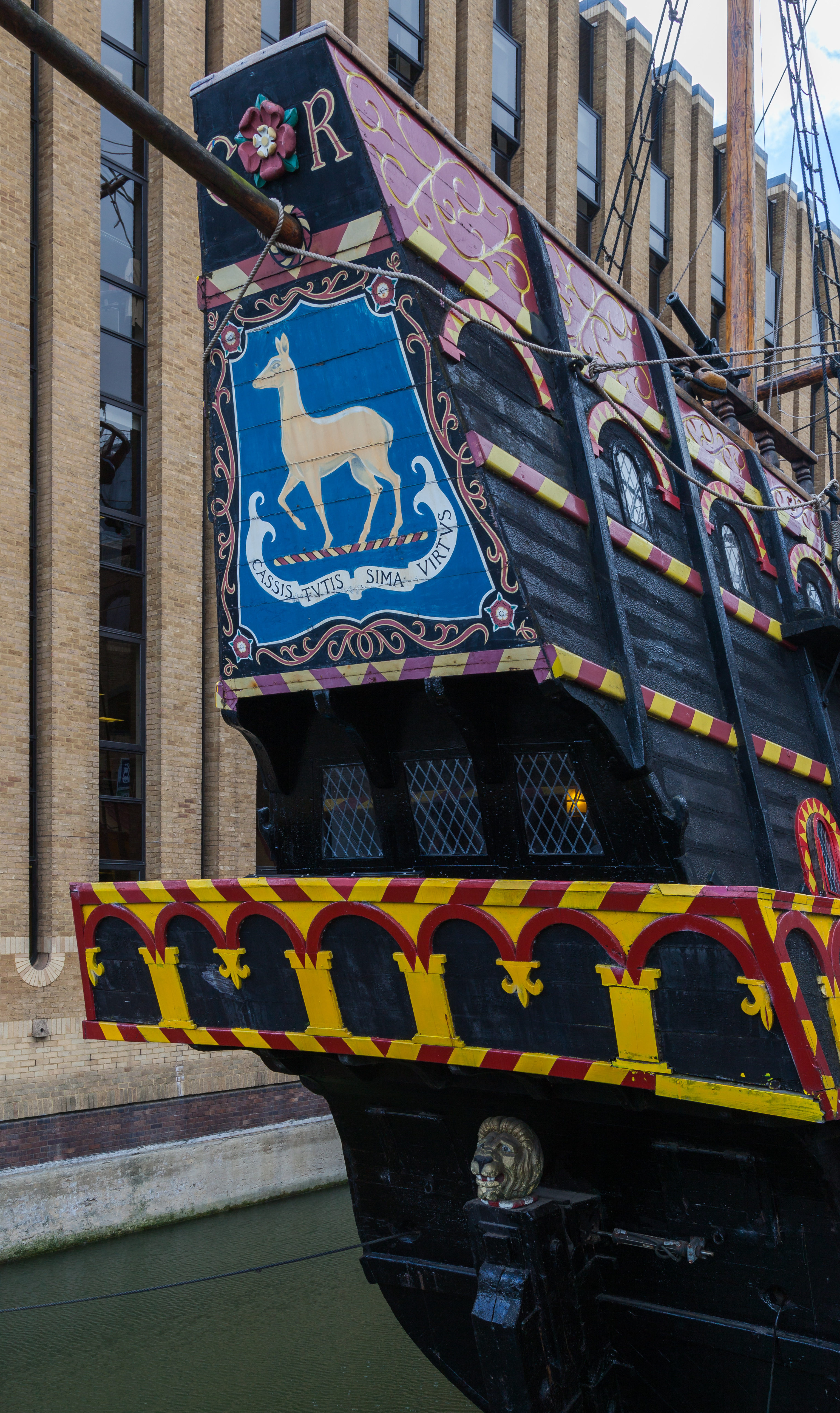
Figura de popa da réplica em Londres.